# Vuori-Nautta
Vuori-Nautta är en ö i Finland. Den ligger i sjön Saimen och i kommunen Villmanstrand i den ekonomiska regionen  Villmanstrands ekonomiska region  och landskapet Södra Karelen, i den södra delen av landet, 200 km nordost om huvudstaden Helsingfors. Öns största längd är 1,1 kilometer i sydöst-nordvästlig riktning.